# Манишки
Манишки — деревня в Серпуховском районе Московской области. Входит в состав Данковского сельского поселения (до 29 ноября 2006 года входила в состав Бутурлинского сельского округа).

## Население
| 2002 | 2006 | 2010 |
| ---- | ---- | ---- |
| 18   | ↘4   | ↗8   |

## География
Манишки расположены примерно в 8 км (по шоссе) на северо-восток от Серпухова, на правом берегу запруженной реки Речма (левый приток Оки), высота центра деревни над уровнем моря — 155 м.